# Ewa Gryziecka
Ewa Gryziecka-Kwiecińska , poljska atletinja, * 11. april 1948, Katovice, Poljska.
Nastopila je na poletnih olimpijskih igrah leta 1972 in osvojila sedmo mesto v metu kopja. 11. junija 1972 je postavila svetovni rekord v metu kopja, ki ga je še isti dan prevzela Ruth Fuchs. 